# Bandiera dell'Ulster

La bandiera dell'Ulster

La bandiera dell'Ulster è la bandiera storica che rappresenta la provincia irlandese dell'Ulster. Si usa tuttora in eventi sportivi e costituì la base della bandiera dell'Irlanda del Nord.

## Storia
La bandiera è frutto della combinazione dei simboli araldici di due delle famiglie più importanti della provincia: la croce dei Burgh e la mano rossa degli O Neill (Ua Néill, poi Ó Néill), particolarmente amata dai re di Ailech.
La Mano Rossa dell'Ulster è un simbolo araldico derivato dalla dinastia Uí Néill, che un tempo regnava sulla provincia, mentre lo sfondo dorato e la croce rossa erano presenti sulle cotte di maglia dei Burkes. 

## Leggenda
Secondo la leggenda due gruppi di guerrieri Vichinghi con due navi stavano per raggiungere la terra nordirlandese per fondare una città, ma erano in troppi. A quel punto decisero che il primo uomo che avesse tenuto in mano la terra di quel paese avrebbe avuto il diritto d'insediarvi il proprio gruppo. La prima nave sfidante stava davanti alla seconda e il suo equipaggio pensava di poter vincere la sfida. Ma un guerriero della seconda imbarcazione si tagliò una mano e la gettò sulla terraferma facendola volare sopra l'equipaggio della prima nave. Le dita insanguinate della mano tagliata si chiusero sulla terra. Così il secondo gruppo uscì vittorioso dalla sfida.